# Gentiana yakushimensis
Gentiana yakushimensis är en gentianaväxtart som beskrevs av Tomitaro Makino. Gentiana yakushimensis ingår i släktet gentianor, och familjen gentianaväxter. Inga underarter finns listade i Catalogue of Life.